# Rudolf Bibl (Dirigent)
Rudolf Bibl (* 4. Mai 1929 in Wien; † 27. Jänner 2017 in Frontignan, Frankreich) war ein österreichischer Dirigent und Pianist.

## Leben
Rudolf Bibl studierte parallel zum Besuch eines Gymnasiums an der Wiener Musikakademie Klavier, Klarinette, Komposition und besuchte die Dirigierklasse von Hans Swarowsky. Ab 1948 war er Korrepetitor an der Grazer Oper, 1952 wechselte er als Kapellmeister nach Innsbruck und kehrte anschließend als erster Operettendirigent nach Graz zurück. Ab 1960 war er am Wiener Raimundtheater und am Theater an der Wien tätig. Von 1969 bis 1973 war er Musikdirektor in Trier, von dort erfolgten Gastspiele in Frankreich und Luxemburg.
Ab 1973 war er Dirigent an der Wiener Volksoper, an der er über 2.200 Vorstellungen leitete, unter anderem den Vogelhändler, Die lustige Witwe, Die Csárdásfürstin und Die Fledermaus. Von 1995 bis 2008 war er musikalischer Leiter der Seefestspiele Mörbisch, für die er mit dem Symphonieorchester Burgenland ein eigenes Orchester, bestehend aus Studierenden des Joseph-Haydn-Konservatoriums des Landes Burgenland, zusammenstellte.
Auslandsgastspiele und Konzerttourneen führten ihn unter anderem nach Japan, Italien, Deutschland und Frankreich, beispielsweise an die Berliner Staatsoper und die Opéra Bastille in Paris. An der Wiener Staatsoper dirigierte er von 1999 bis 2003 Die Fledermaus und Die lustige Witwe.
Bibl blieb bis zuletzt der Wiener Volksoper eng verbunden. Im Mai 2016 dirigierte er drei Vorstellungen von Kálmáns Csárdásfürstin im Rahmen eines Gastspiels in Tokio, sein letztes Dirigat war eine Vorstellung von Die Fledermaus am 1. Jänner 2017. Nach Auskunft des Hauses leitete er 2273 Vorstellungen an der Wiener Volksoper.
Rudolf Bibl war der Enkel des gleichnamigen Komponisten und Organisten (1832–1902) und Neffe des Historikers Viktor Bibl.

## Auszeichnungen
- 1988: Österreichisches Ehrenkreuz für Wissenschaft und Kunst I. Klasse[7]
- 1991: Ehrenmitglied der Wiener Volksoper[4][3]
- 1999: Großes Silbernes Ehrenzeichen für Verdienste um die Republik Österreich[7]
- 2004: Großes Ehrenzeichen des Landes Burgenland[8]
- 2013: Ehrenmitglied der Seefestspiele Mörbisch[9]
- Verleihung des Berufstitels Professor[3]